# Elezioni parlamentari in Australia del 1998
Le elezioni parlamentari in Australia del 1998 si tennero il 3 ottobre per il rinnovo del Parlamento federale (Camera dei rappresentanti e Senato). In seguito all'esito elettorale, John Howard, espressione del Partito Liberale d'Australia, fu confermato Primo ministro.

## Risultati

### Camera dei rappresentanti
| Liste                         | Voti       | %     | Seggi |
| ----------------------------- | ---------- | ----- | ----- |
| Partito Laburista Australiano | 4 454 306  | 40,10 | 67    |
| Partito Liberale d'Australia  | 3 764 707  | 33,89 | 64    |
| One Nation                    | 936 621    | 8,43  | –     |
| Partito Nazionale d'Australia | 588 088    | 5,29  | 16    |
| Democratici Australiani       | 569 935    | 5,13  | –     |
| Verdi Australiani             | 238 035    | 2,14  | –     |
| Partito dell'Unità            | 87 252     | 0,79  | –     |
| Partito Democratico Cristiano | 64 916     | 0,58  | –     |
| Country Liberal Party         | 36 014     | 0,32  | –     |
| Altri e indipendenti          | 369 189    | 3,32  | 1     |
| Totale                        | 11 109 063 | 100   | 148   |

- Two-party-preferred vote

| Liste                                           | Voti       | %     | Seggi |
| ----------------------------------------------- | ---------- | ----- | ----- |
| Partito Laburista Australiano                   | 5 630 409  | 50,98 | 67    |
| Coalizione Liberale-Nazionale (LPA - NPA - CLP) | 5 413 431  | 49,02 | 80    |
| Totale                                          | 11 043 840 | 100   | 147   |

### Senato
| Liste                            | Voti       | %     | Seggi |
| -------------------------------- | ---------- | ----- | ----- |
| Partito Laburista Australiano    | 4 182 963  | 37,31 | 17    |
| Partito Liberale/Nazionale       | 2 452 407  | 21,87 | 5     |
| Partito Liberale d'Australia     | 1 528 730  | 13,63 | 11    |
| One Nation                       | 1 007 439  | 8,99  | 1     |
| Democratici Australiani          | 947 940    | 8,45  | 4     |
| Verdi Australiani                | 244 165    | 2,18  | –     |
| Partito Nazionale d'Australia    | 244 165    | 2,18  | –     |
| Partito Democratico Cristiano    | 121 593    | 1,08  | –     |
| Partito dell'Unità               | 93 968     | 0,84  | –     |
| Verdi dell'Australia Occidentale | 61 063     | 0,54  | –     |
| Country Liberal Party            | 36 063     | 0,32  | 1     |
| Altri e indipendenti             | 327 036    | 2,92  | 1     |
| Totale                           | 11 211 903 | 100   | 40    |

- Dei 5 senatori eletti nella lista del Partito Liberale/Nazionale, 4 sono stati attribuiti al Partito Liberale d'Australia, 1 al Partito Nazionale d'Australia.